# Chiesa della Natività di Maria (Pergine Valsugana)
La chiesa della Natività di Maria, detta anche chiesa di Santa Maria, è la principale chiesa di Pergine Valsugana. Dalla sua fondazione al 1785 fece parte della diocesi di Feltre, assieme al restante territorio della Valsugana e al Primiero. Con il 1785 entrò a far parte della diocesi di Trento.

## Storia
Le fonti a disposizione degli storici a proposito della chiesa non sono molte. Come si dirà, il primo documento che attesta l'esistenza della chiesa risale al 1183. Prima di quella data poco è noto. Nonostante ciò gli storici si sono sforzati di trarre qualche considerazione anche per l'alto e il pieno medioevo. Ad ogni modo, è importante ricordare che sono proprio i documenti bassomedievali che permettono di conoscere la natura pievana della chiesa della Natività di Maria e proprio in connessione alle pievi sono state fatte le considerazioni sui secoli altomedievali. Tuttavia, occorre ribadirlo, le fonti per la storia ecclesiastica del Trentino sono estremamente scarse. Trascurando qualche debole traccia di IX secolo che potrebbe far pensare ad una diffusione della plebs come struttura ecclesiastica, le prime prove certe di tale fenomeno si trovano soltanto a partire dal XII secolo. Anche la Valsugana non fa eccezione: è certo che anche in quest'area venne introdotto il sistema pievano ma è difficile dire esattamente quando.

### Il problema delle origini
Nonostante la penuria di fonti alcuni storici locali sono convinti dell'esistenza a Pergine di una pieve già nell'VIII o nel IX secolo. Altri studi tuttavia constatano come il termine plebatus Perzini compaia solo nel XIII secolo.
Dall'alto medioevo fino al 1785 la chiesa della Natività di Maria di Pergine fece parte della diocesi di Feltre. A questi confini ecclesiastici tuttavia non corrispondevano quelli politici: nel corso del medioevo infatti la Valsugana, e con essa Pergine, rimase divisa in zone soggette a Trento e zone soggette a potenze venete. In varie occasioni diversi storici hanno proposto di spiegare questa differenza tra confini ecclesiastici e confini politici facendo riferimento alla divisione confinaria tra i municipia romani di Trento e Feltre. Secondo queste ricostruzioni i confini tra le diocesi di Trento e Feltre avrebbero coinciso con quelli municipali di età romana, lasciando così Pergine nell'orbita della città veneta. Per altri storici tuttavia il ricorso ai municipia romani non sarebbe da considerare una spiegazione, quanto piuttosto un'ipotesi, peraltro per niente documentata (mancano riferimenti certi della pertinenza di Pergine al municipium feltrino).

### I primi documenti

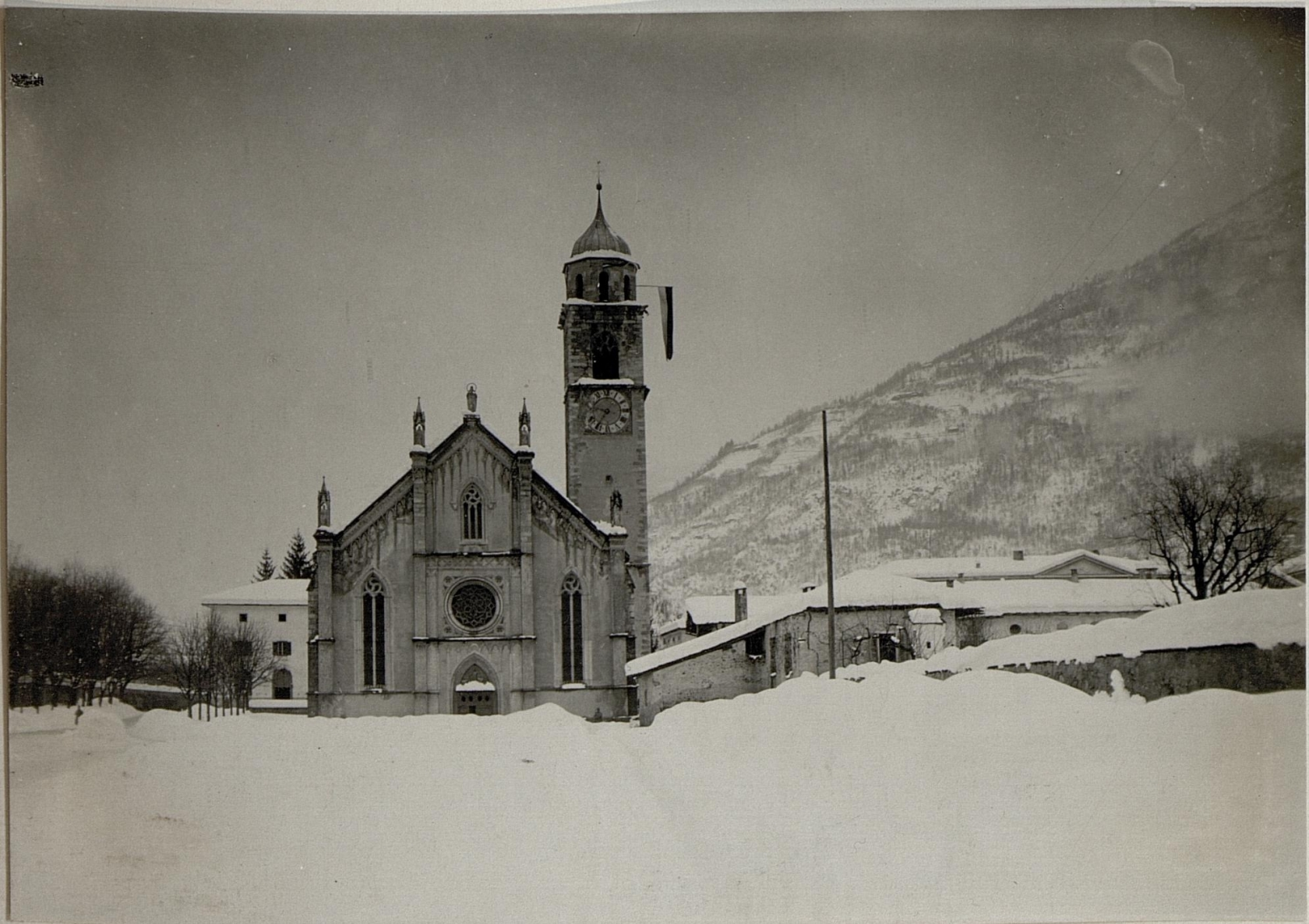
La chiesa in una fotografia del gennaio 1917

Esiste un documento del 1181 redatto in loco de Pergene apud ecclesiam Sancti Sisinni ma di questa chiesa dedicata a San Sisinio non ci sono altre notizie. Il primo documento che cita la chiesa di Santa Maria risale al 1183. Si tratta di un documento di compravendita nel quale compaiono in veste di testimoni Martinus et Leazarius, presbiteri de Perzine: un'attestazione che potrebbe far pensare all'esistenza di un collegio clericale a Pergine. Con il XIII secolo i documenti aumentano e si trovano varie citazioni di plebis, plebatus Perçini e homines de plebatu Perzini.

### La pieve e il clero
Grazie ai documenti giunti fino a noi sappiamo che la pieve di Pergine esercitava la sua giurisdizione ecclesiastica sul Perginese e sulla valle dei Mocheni, fino al rio Silla, che costituiva il confine con la diocesi di Trento e la pieve di Civezzano, e fino alle località sulla sponda settentrionale del lago di Caldonazzo. Il parroco di Pergine, fino al Seicento, era tenuto a recarsi nei vari paesi di pertinenza della pieve perginese per celebrare la messa. Nelle varie località non esistevano infatti chiese con cura d'anime stabile e proprio Pergine costituiva il centro di culto liturgico. Secondo alcuni storici la necessità di servire un territorio così estero avrebbe richiesto a Pergine la presenza di numerosi sacerdoti, riuniti in una collegiata. Altri storici tuttavia non sono concordi su questo punto, sostenendo che la compravendita del 1183 sia l'unico testo che parla senza dubbio di sacerdoti al plurale.
Per quando riguarda la provenienza dei chierici, nella pieve di Pergine, nel XIV secolo, è attestata la presenza di due chierici provenienti dalle diocesi di Trento o Feltre, e di cinque dalla Germania. Simile la proporzione anche per il XV secolo, con tre chierici provenienti da Trento o Feltre e cinque dalla Germania. Al contrario di altre zone della Valsugana, non sono attestati per il perginese chierici provenienti da altre zone d'Italia. È possibile spiegare la presenza di chierici tedeschi con gli interessi degli Asburgo d'Austria sull'area trentina.

## Architettura

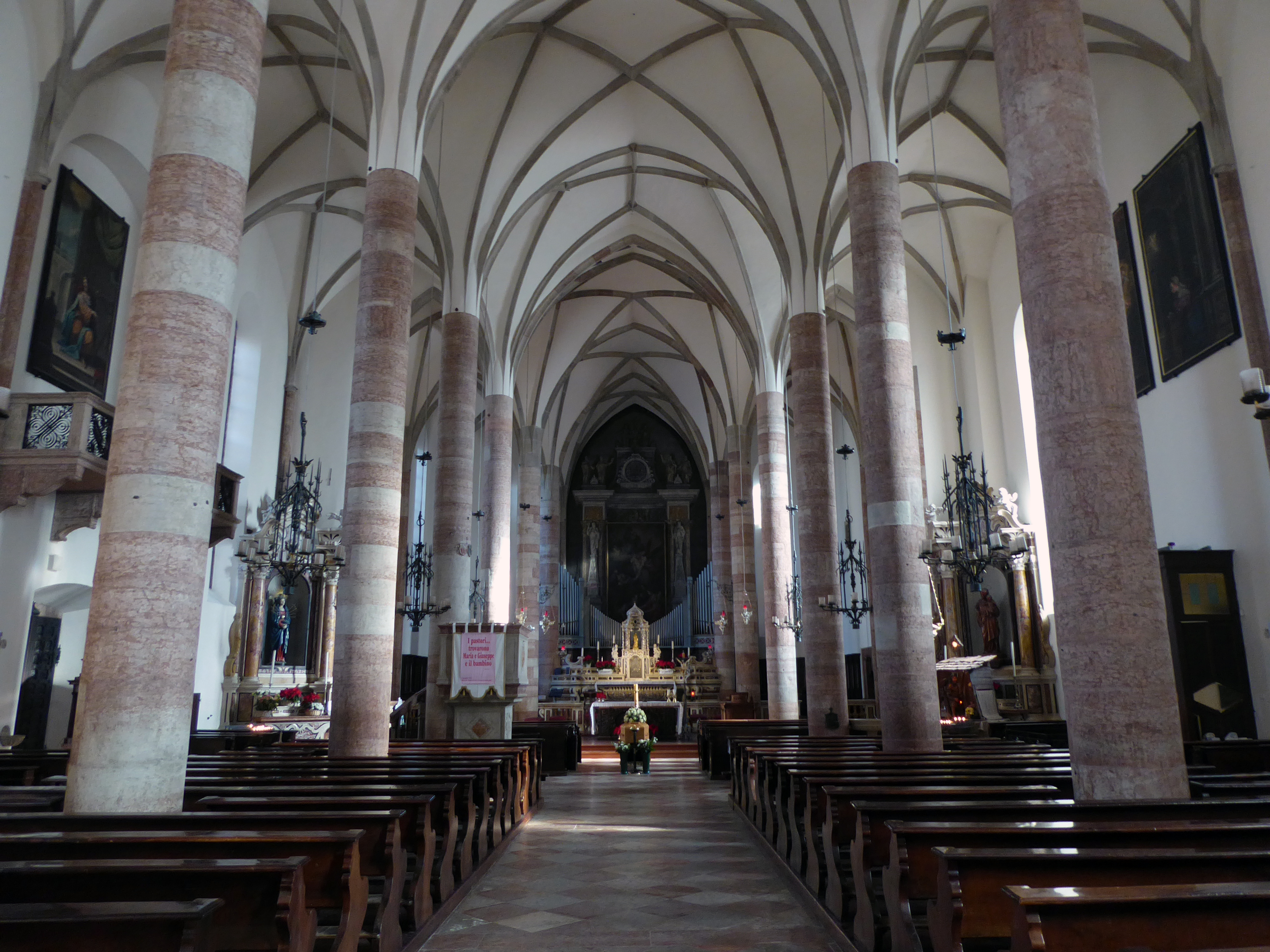
L'interno della chiesa

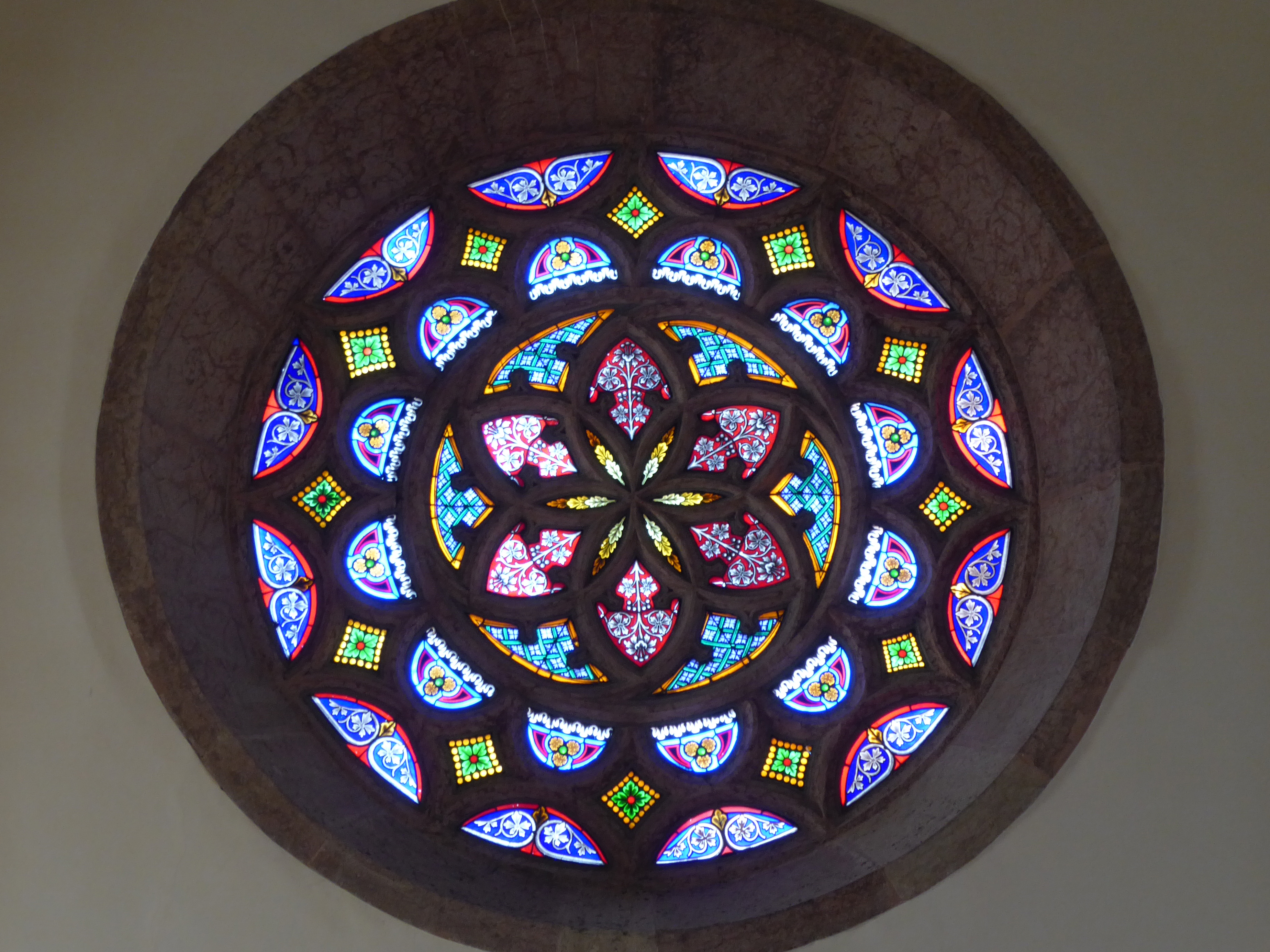
Il rosone

### L'edificio[16]
Non è nota la data di costruzione della chiesa della Natività di Maria. Si ritiene che l'edificio attuale sia stato costruito nella prima metà del Cinquecentro, probabilmente all'epoca del pievano Cristoforo Clamer (1489-1521). Le fonti non consentono di dire quale aspetto avesse la chiesa prima del Cinquecento. Gli storici ritengono che la chiesa attuale fu edificata perché quella precedente era troppo piccola per la popolazione perginese e malridotta. Tuttavia non siamo a conoscenza se la vecchia chiesa fu abbattuta o alcune porzioni di essa furono inserite in quella attuale.
La facciata della chiesa ha conosciuto nel corso del tempo diversi interventi. Nel Settecento sulla facciata, sopra la porta principale, esisteva una finestra rotonda, in posizione centrale. Ai lati della stessa porta c'erano due contrafforti che si innalzavano fino all'altezza della finestra. Tra il 1863 e il 1865 ci furono degli interventi: la finestra rotonda fu sostituita da un rosone, vennero aggiunte due nuove finestre, in corrispondenza delle navate laterali. Negli stessi anni furono aggiunte anche cinque statue, quattro per i quattro evangelisti (sulla sommità dei quattro contrafforti frontali) e una per la Madonna (sulla cuspide del tetto), in posizione centrale. Nel 1929 due delle quattro statue degli evangelisti vennero sostituite perché sbriciolate dai fulmini. Nel 1949 vennero sostituiti i vetri delle finestre della facciata che nel corso dei bombardamenti della seconda guerra mondiale era andati in frantumi. Altri restauri vennero effettuati nel 1990 e tra il 2006 e 2013.

### Il campanile e le campane[17]
Il campanile è una torre a base quadrata alta 54 metri. Fu costruito nello stesso periodo dell'edificio principale. In origine la torre campanaria terminava con una guglia, successivamente rimossa perché danneggiata e ritenuta pericolosa. Nel 1863 fu tolta anche una balaustra che inizialmente era presente assieme alla guglia. Oggi della balaustra resta soltanto una sorta di cornice sporgente dal campanile.
Dai regesti della visita pastorale del vescovo di Feltre Tomaso Campegio sappiamo che nel 1518 il campanile era dotato di campane. Nel 1520 fu fusa una nuova campana, nota con il nome di "la canopa" o "campana canopa", dal nome canopi attribuito dai perginesi dell'epoca ai minatori (knappen o bergknappen in tedesco). I minatori del perginese infatti contribuirono alle spese per la realizzazione della campana. Nel 1734 venne aggiunta una seconda campana, più piccola, nota come "campana de l'angonia", fusa in Innsbruck da Joseph Grassmayr, di nota La4 e peso pari a 86,5 kg. Questa annunciava la morte dei fedeli della parrocchia. Nel 1744 la campana canopa venne rifusa e fu realizzata una nuova campana. Questa nuova campana nel 1810 subì dei danneggiamenti e fu rifusa nel 1818 a Trento dal fonditore Lorenzo Chiappani. Si tratta certamente di una delle maggiori realizzazioni nel diciannovesimo secolo per bellezza estetica e sonorità: intona un Do3 e pesa 2123 kg. Con lo scoppio della prima guerra mondiale il governo austriaco chiese che tutte le campane non necessarie venissero cedute all'esercito per ricavarne materiale bellico. Nel maggio 1915, data della richiesta austriaca, Pergine non cedette nessuna campana. Nel 1917 però fu ordinata la requisizione forzata di quasi tutte le campane. Tra il 29 marzo 1917 e il 9 novembre 1917 furono requisite tutte le campane della chiesa di Santa Maria, ad eccezione di quella fusa nel 1818 e quella più piccola, risalente al 1734. In totale furono requisite sette campane.
Finita la guerra e entrati a Pergine i soldati italiani (3 novembre 1918) fu istituita l'Opera di Soccorso per le chiese rovinate dalla guerra nel Trentino. Il governo italiano si impegnò per pagare la rifusione delle campane requisite durante la guerra, in cambio dell'incisione sulle nuove della scritta patriottica "Me fregit furor hostis, at hostis ab aere revixi, Italiam clara voce Deumque canens" (Il furore del nemico mi spezzò, ma dal bronzo nemico rinacqui per cantare con voce chiara Dio e l'Italia). Le nuove sette campane vennero fuse il 7 dicembre 1921 in Padova dalla fonderia Daciano Colbachini. Sono le campane dalla seconda (la maggiore di queste) all'ottava (la minore). La fusione non fu delle migliori, tanto da rendere il concerto parecchio dissonante. 
Durante la seconda guerra mondiale, nuovamente venne ordinata la requisizione delle campane (23 aprile 1942), questa volta da parte del governo fascista. Nel caso di Pergine la raccolta del materiale sarebbe dovuta cominciare il 9 giugno 1943 ma a causa degli avvenimenti bellici e della caduta del fascismo nessuno pensò più alla requisizione. Nell'anno 2013, a cura della ditta Grassmayr di Innsbruck, l'intero complesso fu oggetto di un importante restauro che comprese l'accordatura musicale dell'intero complesso campanario (eccetto la campana del 1734), la rigenerazione della terza campana del concerto incrinata da oltre cinquanta anni, il rifacimento in legno del castello di sostegno dei bronzi e dell'intero impianto elettrico, oltre che al ripristino del sistema tradizionale locale di suono delle campane. L'intervento, riuscito pienamente, ha ridato validità al complesso campanario, tanto da ritenerlo uno dei migliori della regione trentina.
Di seguito su riportano i dati dell'intero complesso campanario:
I (Campanone): Lorenzo Chiappani, 1818, Do3/C1, Kg 2123
II (Barbara): Daciano Colbachini, 1921, Re3/D1, Kg 1460
III (Giuseppina): Daciano Colbachini, 1921, Mi3/E1, Kg 951
IV (Maria): Daciano Colbachini, 1921, Fa3/F1, Kg 792
V (Carla): Daciano Colbachini, 1921, Sol3/G1, Kg 576
VI (Antonia): Daciano Colbachini, 1921, La3/A1, Kg 408,5
VII (Elisabetta): Daciano Colbachini, 1921, Si3/B1, Kg 274,5
VIII (Rocco): Daciano Colbachini, 1921, Do4/C2, Kg 229
Campana delle Anime (Agonia): Joseph Grassmayr, La4/A2, Kg 86,5